# Histopona myops
Histopona myops är en spindelart som först beskrevs av Simon 1885.  Histopona myops ingår i släktet Histopona och familjen trattspindlar. Inga underarter finns listade i Catalogue of Life.